# Christopher Buchtmann
Christopher Buchtmann (Hameln, 25 aprile 1992) è un calciatore tedesco, centrocampista dell'Oldenburg.

## Carriera

### Club
Ad inizio carriera ha giocato 2 partite nella prima divisione tedesca con la maglia del Colonia; in seguito ha poi giocato a lungo in seconda divisione.

### Nazionale
Ha giocato in tutte le nazionali giovanili tedesche comprese tra l'Under-15 e l'Under-20.